# Встроенный напоминатель
«Встроенный напоминатель» — рассказ российского писателя Виктора Пелевина, опубликованный в 1991 году в составе сборника «Синий фонарь». Рассказ дал название вышедшему в 2002 году сборнику «Встроенный напоминатель».

## Сюжет
На выставке современного искусства художник Никсим Сколповский рассказывает о новом направлении — «вибрационализме». На лекции присутствуют несколько пожилых работниц фабрики «Буревестник», вероятно, попавшие туда случайно. В качестве примера произведения вибрационалистического искусства он демонстрирует симулякр человека — «манекен с дистанционным ликвидатором и встроенным напоминателем о смерти». Этот манекен собран «из множества случайных предметов, стянутых тонкими проволочками». После включения диск пилы, расположенный в районе головы, начинает перерезать одну за другой проволочки, от чего манекен распадается на части. Одновременно с началом работы пилы включился и звоночек — напоминатель о смерти. В конце лекции Никсим Сколповский говорит: «Встроенный напоминатель предупредил о надвигающейся смерти, но мог ли манекен услышать его звон? А если и мог, понял ли он его значение? Над этим и предлагает задуматься вибрационализм».
Во время лекции присутствующие на ней пожилые женщины начинают постепенно уменьшаться и в конце становятся не больше пылинок. Эти пылинки Никсим сметает метлой и высыпает в конверт. И если манекен, воплощающий виртуальную телесность, «воскреснет», то есть будет восстановлен как постоянный экспонат выставки, то физическая телесность посетителей обращается в прах. Таким образом, в вымышленном «вибрационализме» автор зашифровал философию дзен-буддизма.
В конце рассказа Никсим думает о разболевшемся коренном зубе. Несмотря на то, что в его власти уменьшать людей до размера пылинок, с собственной зубной болью он справиться не может. Он тоже оказывается в роли манекена, будучи не в состоянии понять, что зубная боль — это напоминатель о его собственной смерти.